# Bezděkov (Třemešné)
Bezděkov (německy Bösig) je malá vesnice a část obce Třemešné v okrese Tachov v Plzeňském kraji. Nachází se asi půl kilometru západně od Třemešné. V roce 2009 zde bylo evidováno 44 adres. V roce 2011 zde trvale žilo 59 obyvatel.
Bezděkov leží v katastrálním území Bezděkov u Třemešného o rozloze 11,98 km².

## Historie
První písemná zmínka o vesnici pochází z roku 1594. Bezděkov dal jméno Bezděkovskému potoku, který teče zhruba patnáct kilometrů od severu na jih a v Bělé nad Radbuzou se vlévá do řeky Radbuzy.

## Obyvatelstvo
| Rok            | 1869 | 1880 | 1890 | 1900 | 1910 | 1921 | 1930 | 1950 | 1961 | 1970 | 1980 | 1991 | 2001 | 2011 | 2021 |
| -------------- | ---- | ---- | ---- | ---- | ---- | ---- | ---- | ---- | ---- | ---- | ---- | ---- | ---- | ---- | ---- |
| Počet obyvatel | 525  | 525  | 434  | 422  | 434  | 425  | 418  | 143  | 117  | 89   | 63   | 61   | 56   | 59   | 80   |
| Počet domů     | 62   | 68   | 73   | 74   | 75   | 74   | 87   | 42   | 42   | 29   | 23   | 28   | 30   | 32   | 37   |

## Obecní správa
Při sčítání lidu v letech 1850–1959 Bezděkov byl samostatnou obcí v okrese Horšovský Týn (v letech 1850–1910 Horšův Týn). Od roku 1960 je částí obce Třemešné v okrese Tachov.